# قرة أغاج (صفائية)
قرة أغاج هي قرية في مقاطعة خوي، إيران. عدد سكان هذه القرية هو 347 في سنة 2006.